# Peperomia grisebachii
Peperomia grisebachii är en pepparväxtart som beskrevs av C. Dc.. Peperomia grisebachii ingår i släktet peperomior, och familjen pepparväxter. Inga underarter finns listade i Catalogue of Life.